# عبد النبي اصطيف
عبد النبي اصطيف أستاذ جامعي، وباحث، وناقد مقارن، ومقالي، ومترجم، ومهتم بالاستشراق.

## حياته
ولد عبد النبي اصطيف عام 1952م،
وتخرج في دار المعلمين العامة عام 1970، ونال إجازة في اللغة العربية وآدابها من جامعة دمشق عام 1973، ودبلوم الدراسات الأدبية العليا من الجامعة نفسها عام 1974؛ ودكتوراه فلسفة في النقد المقارن (العربي- الأوربي) عام 1983، من جامعة أكسفورد، كلية سانت أنتوني.
درّس في مدارس الدولة في محافظتي دمشق ودرعا بين عامي 1970 و1975، وفي جامعة دمشق منذ عام 1975- معيداً، فمدرساً، فأستاذاً مساعداً، فأستاذاً للأدب المقارن والنقد الحديث.
تسلم مرتين منصب وكالة كلية الآداب والعلوم الإنسانية للشؤون العلمية (1993-1994، 1998-1999)، كان في أثنائهما عضواً في مجلس جامعة دمشق للشؤون العلمية، كما تولى رئاسة قسم اللغة العربية وآدابها بين عامي (2004-2006م)، وتأسيس الهيئة لعامة السورية للكتاب بين عامي 2006-2008م، وهو الآن أستاذ الأدب المقارن والنقد الحديث والترجمة في جامعة دمشق وأحياناً أستاذ اللغة العربية لطلاب قسم الترجمة في التعليم المفتوح بدمشق.
درّس في عدد من الجامعات العربية (جامعة صنعاء- اليمن، جامعة الملك سعود- المملكة العربية السعودية) والإنكليزية (جامعة أكسفورد- المملكة المتحدة) والأمريكية (نيو كوليج- أو الكلية الجديدة في جامعة جنوب فلوريدا في ولاية فلوريدا، وجامعة روجر ويليامز في ولاية رود آيلند، الولايات المتحدة الأمريكية)، والأوربية (جامعة خاومي الأولى في كاستيون- إسبانية)، والأسترالية (جامعة ديكين- ميلبورن)، فضلاً عن جامعة البعث والمعهد العالي للفنون المسرحية- قسم النقد والأدب المسرحي في دمشق.
عمل خبيراً مشاركاً في قسم الآداب واللغات في الموسوعة العربية بين عامي 1987 و1994.
فاز في عام 1983 بجائزة أحسن مقالة عن العلاقات العربية-الأوربية من الجمعية البريطانية لدراسات الشرق الأوسط، وبمنحة أستاذ فولبرايت الزائر للأدب المقارن (1994-1995)، ومنحة أستاذ فولبرايت الزائر الاختصاصي (2006) من مؤسسة فولبرايت، كما فاز في عامي 1996- 1997 بزمالة بحث وتدريس من مركز أكسفورد للدراسات الإسلامية، وكلية سانت أنتوني، جامعة أكسفورد، ومنحة باحث زائر من جامعة ديكين في ميلبورن، أسترالية (2001)، ومنحة تيمبوس من الاتحاد الأوربي، التي يسرت له الاطلاع والتدريب في مدرسة المترجمين الدوليين في جامعة مونص في بلجيكا لمدة ثلاثة أشهر (أيلول- تشرين الثاني 2003)، بوصفه عضواً في الفريق المؤسس للمعهد العالي للترجمة والترجمة الفورية في جامعة دمشق وأستاذاً فيه، وغيرها.
والدكتور اصطيف عضو في الجمعية البريطانية لدراسات الشرق الأوسط، والرابطة الأوروبية لدراسات الشرق الأوسط، فضلاً عن عضويته السابقة في رابطة شمالي أمريكا لدراسات الشرق الأوسط، ورابطة الأدب المقارن الأمريكية، والرابطة الدولية للأدب المقارن.
وهو كذلك عضو في هيئة تحرير مجلة دراسات القدس الإسلامية التي تصدر بالإنجليزية عن مجمع البحوث الإسلامية، ومجلة أكسفورد للدراسات الإسلامية التي تصدر عن مركز أكسفورد للدراسات الإسلامية ومطبعة جامعة أكسفورد، ومجلة المترجم التي تصدر عن قسم الترجمة في جامعة وهران بالجزائر، ورئيس تحرير سابق لـ «مجلة جامعة دمشق للآداب والعلوم الإنسانية»، وعضو هيئة تحرير سابق لمجلة «الموقف الأدبي» التي تصدر عن اتحاد الكتاب العرب بدمشق ومقرر سابق لـ جمعية النقد الأدبي. نشر الدكتور اصطيف أكثر من 800 بحث ومقالة بالعربية والإنكليزية في أكثر من 80 دورية في سورية والوطن العربي وأوربة والولايات المتحدة الأمريكية، فضلاً عن إسهاماته في الموسوعة العربية، وموسوعة الأدب العربي بالإنكليزية؛ وشارك في تأليف ثمانية عشر كتاباً بالعربية والإنكليزية، يدرّس بعضها في الجامعات السورية ومعاهد إعداد المدرسين.

## كتبه
- صورة النبي محمد صلى الله عليه وسلم في الكتابات الأنكلو أمريكية،(الهيئة العامة السورية للكتاب، دمشق، 2008)؛
- من الأندلس إلى أمريكا: الموشحات الأندلسية وأثرها في الشعر الغنائي الغربي، (الهيئة العامة السورية للكتاب ودار البعث، دمشق، 2007)؛.
- العرب والأدب المقارن (الهيئة العامة السورية للكتاب، دمشق، 2007).
- سورية: مملكة الكتابة العريقة (بالعربية والإنكليزية) (وزارة الإعلام، دمشق، 2004)؛
- Syria: The Ancient Realm of Writing (Ministry of Information, Damascus, 2004(
- في النقد الأدبي العربي الحديث، جزءان، (منشورات جامعة دمشق، دمشق، ط1، 1990، ط2، 2003 م، ط3 2005م)؛
- نحو استشراق جديد، بالإنكليزية، قيد النشر (كيرزن وروتلدج، لندن ونيويورك، 2007م)؛
- من المركز إلى المحيط: النقد المقارن للأدب على مشارف الألف الثالثة، قيد النشر (2007)؛
- نحن والغرب: من صدام الحضارات إلى الشراكة المعرفية، قيد النشر (2007).
- الدراسة الأدبية: خمسة مناهج (قيد النشر).
- في نظرية النقد: مفاهيم أساسية (قيد النشر).

## كتب مؤلفة بالاشتراك
- نصوص من الأدب العربي المعاصر (بالاشتراك مع الدكتور عبد اللطيف عمران) (مركز التعليم المفتوح، جامعة دمشق، دمشق، 2005-2006م)؛
- نقد ثقافي أم نقد أدبي؟ (بالاشتراك مع د.عبد الله الغذامي) (دار الفكر، دمشق، 2004)؛
- النقد، (بالاشتراك مع محمد ياسر علايا، محمد علي دقة، عادل ناصيف) (المؤسسة العامة للمطبوعات والكتب المدرسية، وزارة التربية، دمشق، 1989-1990)؛
- مناهج الدراسة الأدبية، (بالاشتراك مع محمد ياسر علايا، محمد علي دقة، عادل ناصيف) (المؤسسة العامة للمطبوعات والكتب المدرسية، وزارة التربية، دمشق، 1989-1990)؛
- اللغة العربية لغير المختصين: الكتاب الثالث، الجزء الثاني، لأقسام اللغات الأجنبية، (بالاشتراك مع د. حسام الخطيب، د. سليمان أحمد، د. فهد عكام، د.جمال شحيد) (منشورات جامعة حلب، حلب، 1986)؛
- اللغة العربية لغير المختصين: الكتاب الرابع، الجزء الثاني، لأقسام اللغات الأجنبية، (بالاشتراك مع د. حسام الخطيب، د. سليمان محمد أحمد، د. فهد عكام، د. جمال شحيد) (منشورات جامعة حلب، حلب، 1986)
- مشروع الأنموذج المقترح لخطة تدريس اللغة العربية وآدابها في الدرجة الجامعية الأولى في الوطن العربي (بالاشتراك مع د. مازن مبارك، د. حسام الخطيب) (المركز العربي لبحوث التعليم العالي، دمشق، 1986) الذي أعد بتكليف من المنظمة العربية للتربية والثقافة والعلوم.

## فصول في كتب عربية
- «الأثر السيوفياتي في النقد الأدبي العربي الحديث: حسين مروة ومفهوم الواقعية الجديدة»، في حوار مع فكر حسين مروة، (دار الفارابي، بيروت، 1990)، ص ص (214-133).
- «الفن والزمن: تحوّلات بيغماليون في الشعر العربي الحديث»، في المؤثرات الأجنبية في الشعر العربي المعاصر، تحرير: فخري صالح، (المؤسسة العربية للدراسات والنشر، بيروت،1995)، ص ص (161-196)
- «أزمة المصطلح النقدي في الثقافة العربية»، في قضايا المصطلح: اللغة العربية في مواكبة العلم الحديث، (جامعة تشرين، اللاذقية، 1998)، ص ص (295-316).
- «بين المركز والمحيط: الأدب العربي في دائرة الأدب العالمي» في بحوث ندوة الأدب العربي: واقعه وآفاقه، (اتحاد الكتاب العرب، دمشق، 1999)، ص ص (476-486).
- «الجذور المشرقية لـ حيّ بي يقظان: خلاصة»، في أبحاث ندوة العلاقات الأدبية واللغوية العربية-الإيرانية، (اتحاد الكتاب العرب، دمشق، 1999)، ص ص (378-380).
- «نحن والغرب: من صدام الحضارات إلى الشراكة المعرفية» في دراسات سياسية (حزب البعث العربي الاشتراكي، القيادة القطرية، دمشق، 1999)، ص ص (209-222).
- «نحن والاستشراق: ملاحظات إيجابية» في دراسات سياسية (حزب البعث العربي الاشتراكي، القيادة القطرية، دمشق، 1999)، ص ص (419-430).
- «عندما نتلفت فلا نجدهم: محمود موعد: حياة انتظار»، في محمود موعد: أصداء الرحيل،(دمشق، د. ت)، ص ص (75-81).
- «كلمة تكريم الدكتور قسطنطين زريق»، في فعاليات الأسبوع الثقافي العربي، (منشورات جامعة دمشق، دمشق، 2000)، ص ص (9-17).
- «قصيدة امرأة وتمثال لـ عمر أبو ريشة: دراسة مقارنة»، في من الصمت إلى الصوت: فصول أدبية ولغوية مهداة إلى حسام الخطيب، تحرير محمد شاهين، (دار الغرب الإسلامي، بيروت، 2000)، ص ص (253-278).
- «سليمان العيسى الملهم»، في سليمان العيسى : 80 عاما من الحلم والامل، إشراف عام : د. عبد العزيز المقالح، تحرير وتقديم د.إبراهيم الجرادي (دار الحوار، اللاذقية، 2000)، ص ص (275-278).
- «حوار الحضارات في عصر العولمة»، في محاضرات في حوار الحضارات، كتاب الثقافة الإسلامية 5، (المستشارية الثقافية للجمهورية الإسلامية الإيرانية، دمشق،2001)، ص ص (323-347)،(409-4010).
- «نحو معجم عربي موحد لمصطلحات الأدب والنقد»، في مازن المبارك: بحوث مهداة إليه بمناسبة بلوغه السبعين، (دار الفكر، دمشق، 2001)، ص ص (174-195).
- «جيوب تنتظر سعيداً آخر: رواسب استشراقية في وجوه من الكتابات الأنكلو-أمريكية عن العرب والإسلام»، في: مؤتمر الاستشراق: حوار الثقافات، تحرير الدكتور سامي عبد الله خصاونة (الجامعة الأردنية، عمان، 2003)، ص ص 185-202.

## إسهامات في موسوعات
1. عشر مقالات متفاوتة الحجم ظهر بعضها في المجلدين الأول والثاني من الموسوعة العربية وتشمل: الأدب، الاستشراق، الأدب الشعبي، نظرية الأجناس الأدبية، الأسلوب والأسلوبيات، أوفيد، أبولونيوس الرودسي، لاسيلس أبروكرومبي، ماكس فوستر ايستمان، وبيتنافون أرنيم، وطه حسين.
2. سبع عشرة مقالة عن سبع عشرة شخصية نقدية وأدبية في الثقافة العربية نشرت في موسوعة الأدب العربيEncyclopedia of Arabic Literature التي صدرت عام 1998 في لندن ونيويورك، عن دار النشر الدولية (روتلدج). وتشمل :محمود أمين العالم، محمد سامي الدهان، غالب هلسا، محمد مندور، زكي نجيب محمود، عمر فروخ، سامي الكيالي، شوقي ضيف، حسين مروة، لويس عوض، رئيف خوري، خلدون الشمعة، عبد العظيم أنيس، روحي الخالدي، عبد السلام المسدي، إحسان عباس، عمر فاخوري.

## روابط خارجية
- موقع/مدونة عبد النبي اصطيف
- صفحة عبد النبي اصطيف على فيسبوك  على فيسبوك.